# Emmanuelle Polack
Pour les articles homonymes, voir Polack.
Emmanuelle Polack, née en 1965 à Saint-Germain-en-Laye, est une historienne française de l'art, spécialiste de l'art sous l'Occupation et notamment de la spoliation d'œuvres d'art par le régime nazi.

## Parcours
Née en 1965, Emmanuelle Polack fait ses études universitaires à Paris (elle y est notamment élève d'André Kaspi à la Sorbonne) et Montréal. 
Elle devient responsable des archives du Musée des monuments français au sein de la Cité de l'Architecture et du Patrimoine et, en 2012, chercheuse associée à l'Institut national d'histoire de l'art,.
Elle est l'une des spécialistes du pillage des collections d’œuvres d'art en France durant la Seconde Guerre mondiale et a étudié en particulier le travail d'inventaire de Rose Valland pendant les années 1940-1945 au Musée du Jeu de Paume. Elle a fait partie, en 2015/2016, de l'équipe qui a recherché l'origine des œuvres retrouvées chez Cornelius Gurlitt, un marchand d'art proche des nazis,.
En 2017, elle soutient une thèse de doctorat sous la direction de Philippe Dagen.
En 2019, elle est commissaire d'une exposition du Mémorial de la Shoah à Paris, consacrée au marché de l'art sous l'occupation allemande,. En 2020, elle est missionnée par le Musée du Louvre pour vérifier dans ses collections la provenance des achats effectués entre 1933 et 1945.

## Publications

### Ouvrages
- Le Marché de l'art sous l'Occupation: 1940-1944, Tallandier, 2019, 304 p.
- Rose Valland : capitaine beaux-arts de Catel, Emmanuelle Polack et Claire Bouilhac, Éditions Dupuis, 2009
- Rose Valland, l'espionne du musée du Jeu de Paume d'Emmanuelle Polack et Emmanuel Cerisier, Gulf Stream Éditeur, 2009
- Les Carnets de Rose Valland : Le pillage des collections privées d'œuvres d'art en France durant la Seconde Guerre Mondiale d'Emmanuelle Polack et Philippe Dagen, Fage Éditions, 2011
- Les Fresques de l'église Saint-Martin de Vic, Lancosme Éditeur, 2012
- Le peintre, la danseuse, le nazi, L'Histoire, no 386, 2013

Littérature jeunesse et bande dessinée
- Mila Racine, collection Femmes en Résistance, Casterman, Bruxelles, mars 2016, 57 p.
- Kako der Schreckliche, Mixtvision, Berlin, juin 2015, 32 p.
- L’Espionne du musée du jeu de paume, traduction coréenne, Séoul, avril 2015
- Berty Albrecht, collection Femmes en Résistance, Casterman, Bruxelles, mars 2015
- Sophie Scholl, collection Femmes en Résistance, Casterman, Bruxelles, octobre 2014
- Amy Johnson, collection Femmes en Résistance, Casterman, Bruxelles, septembre 2013
- Kako le Terrible, La Joie de Lire, Genève, septembre 2013

### Articles
- « Iris Lauterbach, Der Central Collecting Point in München: Kunstschutz, Restitution, Neubeginn (Veröffentlichungen des Zentralinstituts für Kunstgeschichte, 34), Berlin/Munich, Deutscher Kunstverlag, 2015 », Perspective [mis en ligne le 17 mars 2016, consulté le 31 janvier 2022. URL : http://journals.openedition.org/perspective/6184 ; DOI : https://doi.org/10.4000/perspective.6184]
- Avec Arno Gisinger, Juliette Trey, Christoph Zuschlag et Johann Chapoutot, « Art dégénéré et spoliations des Juifs durant la Seconde Guerre mondiale », Perspective, 1 | 2018, 13-36 [mis en ligne le 28 novembre 2018, consulté le 31 janvier 2022. URL : http://journals.openedition.org/perspective/8968 ; DOI : https://doi.org/10.4000/perspective.8968].

## Médailles, prix et distinctions
- Chevalier de l'Ordre National du Mérite, Décret du Président de la République du 29 novembre 2023
- Prix de la Fondation Ernest et Claire Heilbronn, 10 mars 2020
- Prix des Arts pour l'ouvrage Le marché de l’art sous l’Occupation, décerné par l’Académie nationale des Sciences, Belles-lettres et Arts de Bordeaux, 12 décembre 2019
- Prix Berthe Weill pour la recherche, décerné par la Fondation du Judaïsme Français 21 mars 2018